# Christiaan Huygens
Christiaan Huygens (neerlandês: [ˈkrɪstijaːn ˈɦœyɣə(n)s] ( ouça); Haia, 14 de abril de 1629 – Haia, 8 de julho de 1695) foi um matemático, físico, engenheiro, astrônomo e inventor neerlandês, considerado uma das figuras mais importantes na revolução científica.
Na física, Huygens é bastante lembrado por seus estudos sobre luz e cores, percepção do som, estudo da força centrífuga, o entendimento das leis de conservação em dinâmica equivalentes ao moderno conceito de conservação de energia, o estudo da dupla refração no cristal da Islândia, e a teoria ondulatória da luz baseada na concepção de que a luz seria um pulso não periódico propagado pelo éter. Através dela, explicou satisfatoriamente fenômenos como a propagação retilínea da luz, a refração e a reflexão. Também procurou explicar o então recém descoberto fenômeno da birrefringência. Seus estudos podem ser consultados em seu mais conhecido trabalho sobre o assunto, o "Tratado sobre a luz".
Já na matemática, é bastante lembrado por seus estudos e escritos no campo da teoria das probabilidades, estudo de curvas e inícios do cálculo diferencial (interpretação geométrica), o conceito de evolvente foi introduzido por Huygens. Também descobriu que a ciclóide é uma curva isocrônica. Huygens sabia por meio de Mersenne que, apesar das afirmações de Galileu, o período de um pêndulo circular depende de sua amplitude. Então, Huygens demonstrou matematicamente que, para pequenas amplitudes, um pêndulo circular é aproximadamente isócrono e que o real isocronismo é obtido por meio de um pêndulo cicloidal.
Em astronomia, descobriu os anéis de Saturno e seu satélite Titã. Em homenagem ao seu trabalho, a sonda Cassini-Huygens foi batizada com o seu nome.
Discordava de vários aspectos da teoria sobre luz e cores de Isaac Newton, que era baseada implicitamente numa concepção corpuscular para a luz. Discutiu com ele durante muitos anos, mas, ao contrário do que geralmente se acredita, suas teorias nunca tiveram uma disputa em grandes proporções.

## Biografia

### Primeiros anos (1629-1645)

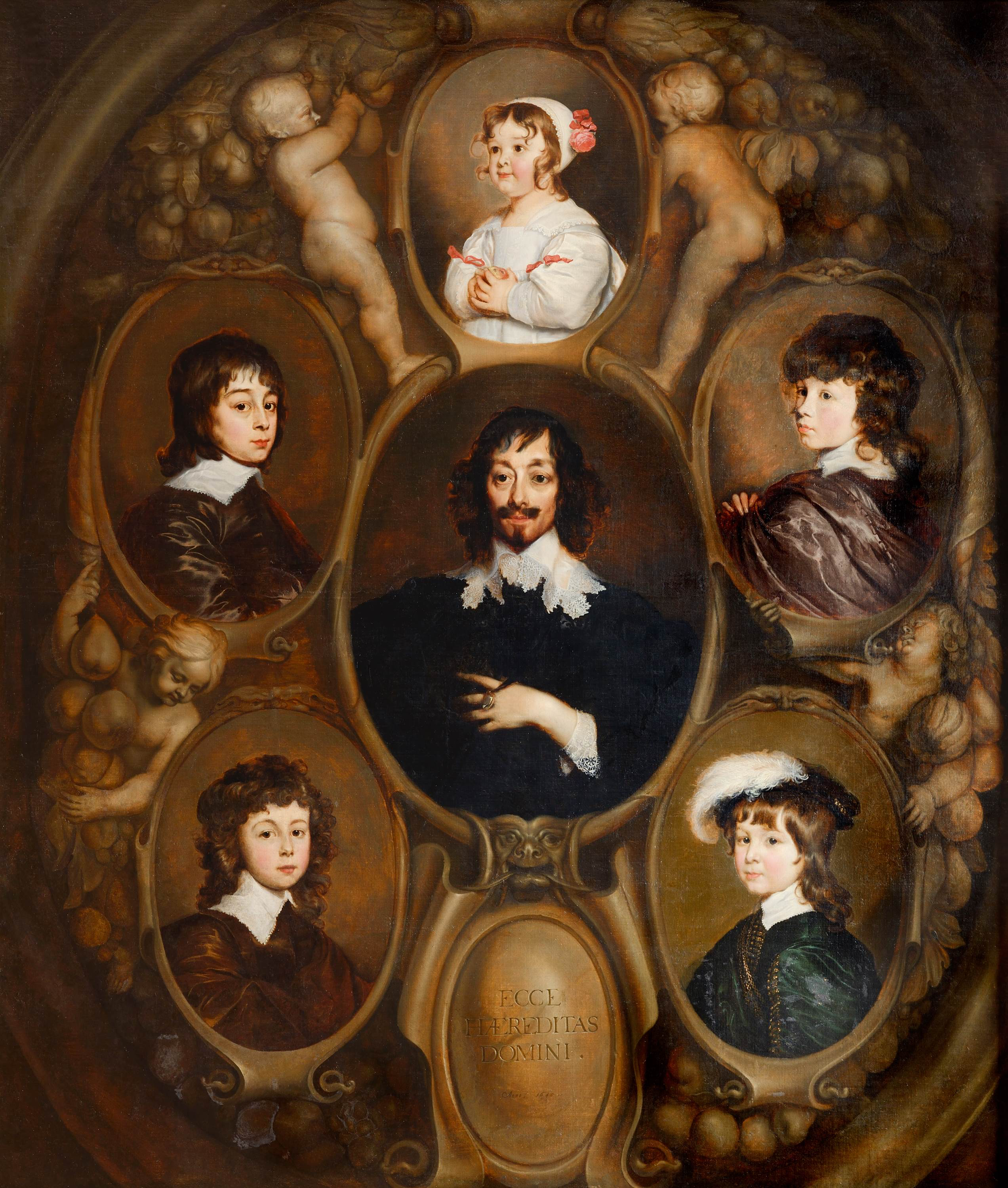
Retrato com o pai de Huygens, no centro, e seus cinco filhos (Christiaan à direita acima).

Christiaan Huygens nasceu em Haia em 14 de abril de 1629 em uma rica e influente família holandesa, tendo sido o segundo filho de Constantijn Huygens, um diplomata, conselheiro da Casa de Orange, que tinha estudado filosofia e era também poeta, compositor e músico, e foi por meio dele que Christiaan teve contato com alguns dos mais proeminentes matemáticos e cientistas da época - Constantijn tinha muitos contatos na Europa e tinha entre seus amigos Galileu Galilei, Marin Mersenne e René Descartes. Christiaan recebeu o nome de seu avô paterno, também chamado Christiaan Huygens. Sua mãe se chamava Suzanna van Baerle, e morreu em 1637, quando Huygens tinha oito anos de idade, pouco depois do nascimento da irmã de Huygens, que recebeu o nome da mãe. O casal teve cinco filhos, em ordem de nascimento: Constantijn (1628), Christiaan (1629), Lodewijk (1631), Philips (1632) e Suzanna (1637).
Huygens recebeu educação em casa até completar 16 anos de idade, seu pai lhe garantiu uma educação liberal típica de uma família aristocrática europeia: recebeu educação em música, latim, grego, francês, inglês, italiano, história, geografia, matemática e lógica. Huygens obteve grande êxito em sua educação, e com 9 anos já conversava fluentemente em vários idiomas. Quando criança, também gostava de brincar com miniaturas de moinhos e de outras máquinas.
Mersenne e Descartes costumavam visitar a casa de Huygens na Holanda, onde jantavam com a família Huygens e conversavam sobre diversos assuntos filosóficos. Descartes ficou impressionado com as habilidades do jovem Christiaan em geometria. Mersenne escreveu para Constantijn sobre o talento de Huygens para a matemática, e o comparou a Arquimedes. O pai de Huygens ficou muito orgulhoso, e, a partir de então, começou a chamá-lo de mon petit Archimède (“meu pequeno Arquimedes”, em francês).

### Estudos universitários em Leiden e Breda (1645-1649)

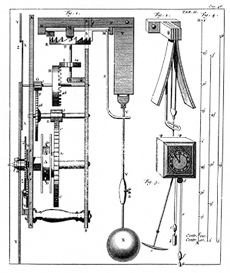
Desenho de um relógio de pêndulo por Huygens em seu livro Horologium.

A catenária em um manuscrito de Huygens.

Curva tautocrônica: Huygens descobriu e provou que numa descida cicloidal acelerada pela gravidade, o tempo de queda é o mesmo independentemente da posição inicial.

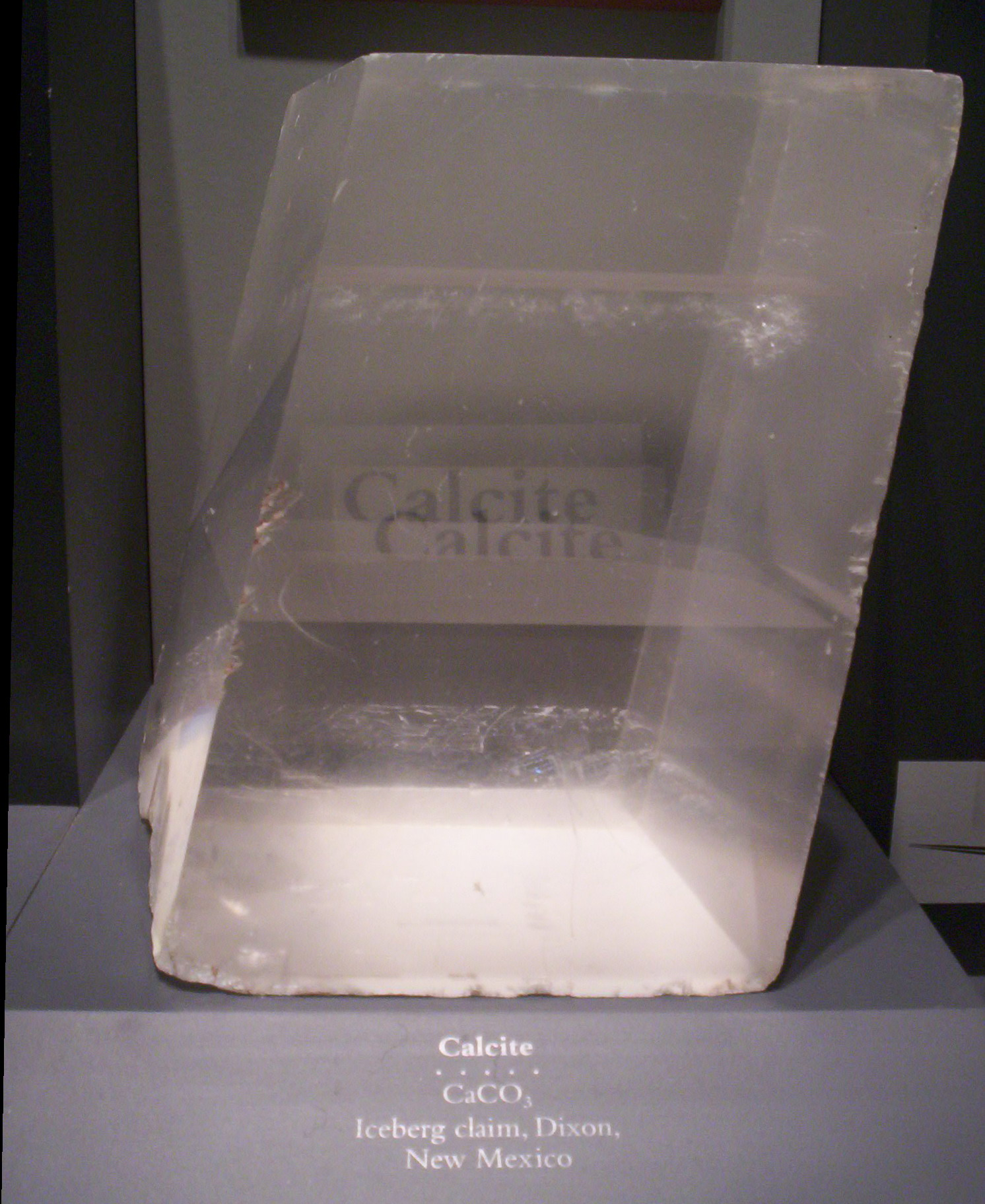
Em um cristal da Islândia, Huygens observou o então conhecido fenômeno da dupla refração da luz, que ele então explicou matematicamente em seu Tratado sobre a Luz.

Seu pai o enviou para estudar direito e matemática na Universidade de Leiden, onde estudou de maio de 1645 a março de 1647. Frans van Schooten era um acadêmico em Leiden em 1646, e também professor particular de Huygens e de seu irmão mais velho, substituindo Stampioen nos conselhos de Descartes. Van Schooten atualizou sua educação matemática, em particular apresentando-o ao trabalho de Fermat sobre geometria diferencial.
Depois de dois anos, a partir de março de 1647, Huygens continuou seus estudos no recém-fundado Orange College, em Breda, onde seu pai era curador: a mudança ocorreu por causa de um duelo entre seu irmão Lodewijk e outro aluno. Constantijn Huygens esteve intimamente envolvido no novo Colégio, que durou apenas até 1669; o reitor era André Rivet. Christiaan Huygens viveu na casa do jurista Johann Henryk Dauber e teve aulas de matemática com o professor de inglês John Pell. Ele completou seus estudos em agosto de 1649. Ele então teve uma passagem como diplomata em uma missão com Henry, duque de Nassau, que o levou a Bentheim, depois a Flensburg. Ele partiu para a Dinamarca, visitou Copenhague e Helsingør e esperava atravessar o Øresund para visitar Descartes em Estocolmo.
Embora seu pai Constantijn desejasse que seu filho Christiaan fosse diplomata, também não era assim. Em termos políticos, o Primeiro Período Sem Cidadania, iniciado em 1650, significava que a Casa de Orange não estava no poder, removendo a influência de Constantijn. Além disso, ele percebeu que seu filho não tinha interesse em tal carreira.

### Estreia científica
Huygens costumava demorar para publicar seus resultados e descobertas. Nos primeiros dias, seu mentor Frans van Schooten foi cauteloso em prol de sua reputação.
O primeiro trabalho que Huygens publicou foi Theoremata de quadratura (1651) no campo da quadratura. Incluía material discutido com Mersenne alguns anos antes, como a natureza falaciosa da quadratura do círculo por Grégoire de Saint-Vincent. Seus métodos preferidos foram os de Arquimedes e Fermat. A quadratura era uma questão em discussão na década de 1650 e, através de Mylon, Huygens interveio na discussão da matemática de Thomas Hobbes. Persistindo em tentar explicar os erros em que Hobbes havia caído, ele ganhou reputação internacional.
Huygens estudou lentes esféricas do ponto de vista teórico em 1652–3, obtendo resultados que permaneceram inéditos até Isaac Barrow (1669). Seu objetivo era entender os telescópios. Ele começou a construir suas próprias lentes em 1655, colaborando com seu irmão Constantijn. Ele projetou em 1662 o que hoje é chamado de ocular huygeniana, com duas lentes, como ocular para telescópios. As lentes também eram um interesse comum pelo qual Huygens poderia se encontrar socialmente na década de 1660 com Baruch Spinoza, que as fundamentava profissionalmente. Eles tinham perspectivas bastante diferentes da ciência, sendo Spinoza o cartesiano mais comprometido, e parte de sua discussão sobrevive em correspondência. Ele encontrou o trabalho de Antoni van Leeuwenhoek, outro construtor de lentes, no campo da microscopia que interessava ao pai.
Huygens escreveu o primeiro tratado sobre teoria das probabilidades, De ratiociniis in ludo aleae ("Sobre o raciocínio em jogos de azar", 1657). Ele havia sido informado de trabalhos recentes em campo por Fermat, Blaise Pascal e Girard Desargues, dois anos antes, em Paris. Frans van Schooten traduziu o manuscrito holandês original "Van Rekeningh em Spelen van Geluck" para o latim e o publicou em seu Exercitationum mathematicarum. Ele lida com jogos de azar, em particular o problema de pontos. Huygens considerou intuitivos seus apelos aos conceitos de "jogo justo" e contrato eqüitativo, e os usou para estabelecer uma teoria dos valores esperados. Em 1662, Sir Robert Moray enviou a mesa da vida de Huygens John Graunt, e com o tempo Huygens e seu irmão Lodewijk trabalharam na expectativa de vida.
Em 3 de maio de 1661, Huygens observou o planeta Mercúrio transitar pelo Sol, usando o telescópio do fabricante de instrumentos Richard Reeve em Londres, juntamente com o astrônomo Thomas Streete e Reeve. Streete então debateu o registro publicado do trânsito de Hevelius, uma controvérsia mediada por Henry Oldenburg. Huygens entregou a Hevelius um manuscrito de Jeremiah Horrocks sobre o trânsito de Vênus, 1639, o qual foi impresso pela primeira vez em 1662. Naquele ano, Huygens, que tocava cravo, interessou-se pela música e pelas teorias de Simon Stevin; ele mostrou muito pouca preocupação em publicar suas teorias sobre consonância, algumas das quais foram perdidas por séculos. A Royal Society de Londres o elegeu membro em 1663.

### De volta à Haia (1654-)
A intenção era que quando Christiaan terminasse seus estudos de direito seguisse uma carreira diplomática, mas a matemática o atraiu mais. Em 1654, Huygens voltou à casa de seu pai em Haia, e até 1666 uma mesada fornecida por seu pai lhe permitiu dedicar-se inteiramente ao estudo das ciências naturais e matemática.

## Publicações

Página de título de Oeuvres Complètes I.

- 1650 – De Iis Quae Liquido Supernatant (Sobre partes flutuando acima de líquidos, inédito).[30]
- 1651 – Theoremata de Quadratura Hyperboles, Ellipsis et Circuli, republicado em Oeuvres Complètes, Tome XI.
- 1651 – Epistola, qua diluuntur ea quibus 'Εξέτασις [Exetasis] Cyclometriae Gregori à Sto. Vincentio impugnata fuit (suplemento).[31]
- 1654 – De Circuli Magnitudine Inventa.
- 1654 – Illustrium Quorundam Problematum Constructiones (suplemento).[31]
- 1655 – Horologium (O relógio – pequeno panfleto sobre o relógio de pêndulo).
- 1656 – De Saturni Luna Observatio Nova (Sobre a nova observação da lua de Saturno, descrevendo a descoberta de Titã).[32]
- 1656 – De Motu Corporum ex Percussione, publicado postumamente em 1703.[33]
- 1657 – De Ratiociniis in Ludo Aleae (Van reeckening in spelen van geluck, traduzido para o latim por Frans van Schooten).
- 1659 – Systema Saturnium (Sistema de Saturno).[31]
- 1659 – De vi Centrifuga (Sobre a força centrífuga), publicado postumamente em 1703.[34]
- 1673 – Horologium Oscillatorium Sive de Motu Pendulorum ad Horologia Aptato Demonstrationes Geometricae (inclui sua teoria das evoluções e desenhos de relógios de pêndulo, dedicado a Luís XIV da França).
- 1684 – Astroscopia Compendiaria Tubi Optici Molimine Liberata (Telescópios compostos sem tubo).
- 1685 – Memoriën aengaende het slijpen van glasen tot verrekijckers (lidando com a retificação de lentes).
- 1686 – Old em neerlandês:  Kort onderwijs aengaende het gebruijck der horologiën tot het vinden der lenghten van Oost en West (instruções sobre como usar relógios para estabelecer a longitude no mar).[35]
- 1690 – Traité de la Lumière (tratando da natureza da propagação da luz).
- 1690 – Discours de la Cause de la Pesanteur (Discurso sobre a gravidade, suplemento).
- 1691 – Lettre Touchant le Cycle Harmonique (sobre o sistema de 31-TET (31 tom ET)).
- 1698 – Cosmotheoros (lidando com o sistema solar, cosmologia e vida extraterrestre).
- 1703 – Opuscula Posthuma incluindo:
  - De Motu Corporum ex Percussione (Sobre os movimentos de corpos em colisão, contém as primeiras leis corretas para colisão, datando de 1656).
  - Descriptio Automati Planetarii (descrição e projeto de um planetário).
- 1724 – Novus Cyclus Harmonicus (um tratado sobre música, publicado em Leiden após a morte de Huygens).
- 1728 – Christiani Hugenii Zuilichemii, dum viveret Zelhemii Toparchae, Opuscula Posthuma ... (pub. 1728) Título alternativo: Opera Reliqua, incluindo trabalhos em óptica e física.[34]
- 1888–1950 – Huygens, Christiaan. Oeuvres complètes. Obras completas, 22 volumes. Editores D. Bierens de Haan (1–5), J. Bosscha (6–10), D.J. Korteweg (11–15), A.A. Nijland (15), J.A. Vollgraf (16–22). The Hague:[31]
  - Tome I: Correspondance 1638–1656 (1888).
  - Tome II: Correspondance 1657–1659 (1889).
  - Tome III: Correspondance 1660–1661 (1890).
  - Tome IV: Correspondance 1662–1663 (1891).
  - Tome V: Correspondance 1664–1665 (1893).
  - Tome VI: Correspondance 1666–1669 (1895).
  - Tome VII: Correspondance 1670–1675 (1897).
  - Tome VIII: Correspondance 1676–1684 (1899).
  - Tome IX: Correspondance 1685–1690 (1901).
  - Tome X: Correspondance 1691–1695 (1905).
  - Tome XI: Travaux mathématiques 1645–1651 (1908).
  - Tome XII: Travaux mathématiques pures 1652–1656 (1910).
  - Tome XIII, Fasc. I: Dioptrique 1653, 1666 (1916).
  - Tome XIII, Fasc. II: Dioptrique 1685–1692 (1916).
  - Tome XIV: Calcul des probabilités. Travaux de mathématiques pures 1655–1666 (1920).
  - Tome XV: Observations astronomiques. Système de Saturne. Travaux astronomiques 1658–1666 (1925).
  - Tome XVI: Mécanique jusqu’à 1666. Percussion. Question de l'existence et de la perceptibilité du mouvement absolu. Force centrifuge (1929).
  - Tome XVII: L’horloge à pendule de 1651 à 1666. Travaux divers de physique, de mécanique et de technique de 1650 à 1666. Traité des couronnes et des parhélies (1662 ou 1663) (1932).
  - Tome XVIII: L'horloge à pendule ou à balancier de 1666 à 1695. Anecdota (1934).
  - Tome XIX: Mécanique théorique et physique de 1666 à 1695. Huygens à l'Académie royale des sciences (1937).
  - Tome XX: Musique et mathématique. Musique. Mathématiques de 1666 à 1695 (1940).
  - Tome XXI: Cosmologie (1944).
  - Tome XXII: Supplément à la correspondance. Varia. Biographie de Chr. Huygens. Catalogue de la vente des livres de Chr. Huygens (1950).